# Juan Alfonso Carrizo
Juan Alfonso Carrizo (1895-1957) fue un investigador argentino de la poesía oral, uno de los más importantes de América. Combinó el trabajo de campo, o de recolección directa, con la investigación erudita. No sólo ha recogido de boca del pueblo campesino y aldeano todas las formas poéticas incluidas en su habla, juegos, danzas y canciones, sino que también rastreó en los documentos europeos y americanos hasta las noticias más remotas del origen cierto o presumible de cada especie. Juan Alfonso Carrizo logró una buena cosecha de cargos relevantes y distinciones valiosísimas. Fue miembro correspondiente de la Academia Argentina de Letras y de la Sociedad de Historia Argentina, miembro honorario de la Sociedad Folklórica de México e integrante de la institución Folklore de las Américas. Fue asimismo miembro fundador del Instituto de Historia, Lingüística y Folklore de la Universidad Nacional de Tucumán y el Instituto de la Tradición, percursor del actual Instituto Nacional de Antropología y Pensamiento Latiomaerica, además de numerario de la Junta Nacional de Intelectuales. Recibió numerosos premios, entre ellos el Tercer Premio Nacional de Literatura, y altas distinciones como la Encomienda de Alfonso X el Sabio, otorgada por el gobierno de España a este insigne hispanista. Fue director del Instituto de la Tradición de la Provincia de Buenos Aires desde su creación hasta fines de 1949. Algunas de sus publicaciones: Antiguos cantos populares argentinos, Cancionero de Catamarca, Cancionero popular de Salta, Cancionero popular de Jujuy, Cancionero popular de Tucumán (2 tomos), Cancionero Popular de La Rioja (3 t.) y Antecedentes hispano-medioevales de la poesía tradicional argentina. Estos libros, de formato mayor y densos de material folklórico y notas históricas y comparativas, representan el más copioso y metódico esfuerzo realizado hasta hoy en el campo de la poesía folklórica en lengua castellana.

## Biografía
Nació en San Antonio Departamento Fray Mamerto Esquiú, el 15 de febrero de 1895 en la provincia de Catamarca; cursó sus estudios secundarios en la Escuela Normal de Maestros. Era maestro pero su dedicación a la investigación lo convirtió en el máximo recopilador de la poesía oral americana.
En 1912 conoció al Padre Antonio Larrouy, un religioso francés especializado en el estudio metódico y profundo de la prehistoria, quien influyó en la formación de su carácter personal y científico.
.

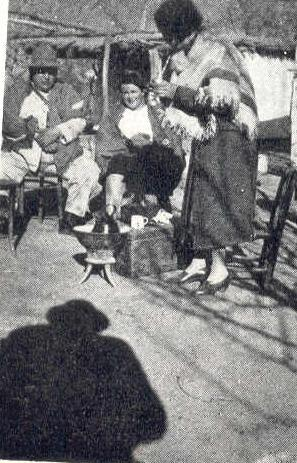
Carrizo, con su esposa, compartiendo el mate en una casa de Sanagasta, La Rioja (1940).

Viajó por las provincias de Jujuy, Salta, Tucumán, Santiago del Estero, La Rioja y Catamarca; rancho por rancho, de pueblo en pueblo, iba con las alforjas al hombro, cargado de cuadernos y su inconfundible manta de vicuña a las escuelas, donde copiaba de los labios de la gente: coplas, cantares y adivinanzas.
En 1926, completó su monumental obra el "Cancionero Popular de La Rioja". A través del estudio sistemático y erudito de todo este maravilloso caudal lírico Carrizo arribó a la conclusión de que la casi totalidad de nuestra poesía tradicional, es supervivencia incontaminada del cancionero popular español del Siglo de Oro. Perdida la vigencia en su patria de origen se conservan en un cuidadoso museo, en estos rincones de América.

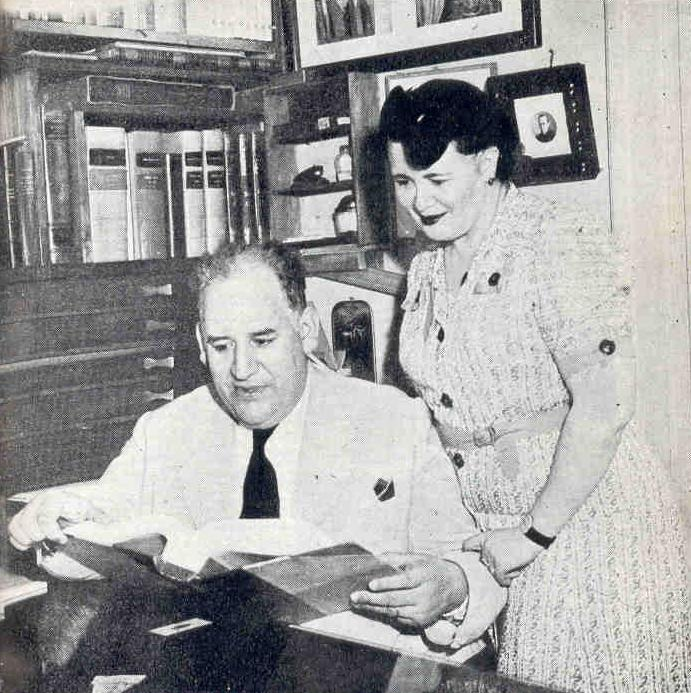
Junto a su esposa, en su biblioteca, el 22 de diciembre de 1943.

Otra obra importante de Carrizo fue "Antecedentes Hispano-Medievales de la Poesía Tradicional Argentina", publicado en 1945.
El día 18 de diciembre de 1957, en San Isidro Buenos Aires, falleció Don Juan Alfonso Carrizo, dejando una obra monumental realizada con lucha y fatiga, completada en sus últimos años con su "Historia del Folklore Argentino", publicada en 1954 y con dos trabajos inéditos al momento de su muerte.
Sus obras le dieron numerosas distinciones en el país y en el extranjero ocupando sitiales en Academias e Instituciones Científicas, habiendo colaborado en la Historia de la nación argentina publicada por la Academia Nacional de la Historia.

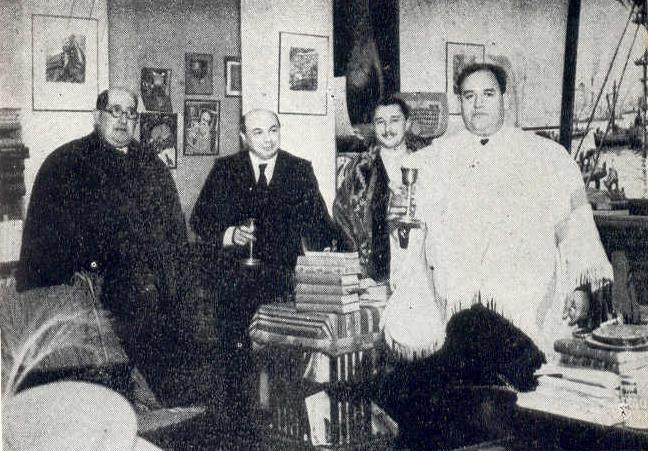
Carrizo es investido Caballero de la Orden del Poncho en Santa Fe (1938). De izquierda a derecha, Mateo Booz, el dueño de casa, doctor Rodolfo Borzone, y el doctor Tulio J. Jacovella.

## Obras
- 1926 Antiguos cantos populares argentinos. Cancionero de Catamarca. Prólogo de Ernesto Padilla. Bs. As, 260p.; mapas.
- 1933 Cancionero popular de Salta. Bs. As, Universidad Nacional de Tucumán, 718 pp.; mapas.
- 1934 Florilegio. El cristianismo en los cantares populares. Tucumán, 120 pp.
- 1935 Cancionero popular de Jujuy. Tucumán, Universidad Nacional de Tucumán, 544 pp.; mapas.
- 1937 Cancionero popular de Tucumán. Buenos Aires, Universidad Nacional de Tucumán, 2 t.; mapas e ilustr.
- 1939 Cantares históricos del norte argentino. Buenos Aires, 124 pp.
- 1939 Cantares tradicionales del norte. Antología breve. Prólogo del capellán Amancio González Paz, quien realizó un estudio preliminar acerca de un gaucho errante que no tenía domicilio fijo, llamado Gualberto Gregorio Márquez y que apodaban Charrúa; se encargó de recuperar/recopilar los borradores (no todos) del precitado gaucho y lo plasmó en un libro: "Sentir lo Argentino" editado en Bs. Aires en los talleres gráficos Nemesio A.Ferrari, calle Jorge Newbery 1728, imprimido el 27 de agosto de 1943 (consta de 211 pág.). Cuadernos de la Reconquista, 7, Bs. As, 49 pp.
- 1939 Cantares tradicionales del Tucumán (Antología). Prólogo de Alberto Rougès. Dibujos de Guillermo Buitrago. Bs. As, 208 pp.; ilustr. (Hay 2.ª edición)
- 1940 Prólogo y notas del Cancionero popular de Santiago del Estero, recogido por el doctor Orestes Di Lullo. Bs. As, 521 pp.; láminas y 1 mapa.
- 1940 Antología folklórica argentina (para las escuelas primarias). Bs. As, Consejo Nacional de Educación. Comisión de Folklore y Nativismo. Selección de piezas de sus Cancioneros de Catamarca, Salta, Jujuy y Tucumán.
- 1940 Antología folklórica argentina (para las escuelas de adultos). Bs. As, Consejo Nacional de Educación. Comisión Folklore y Nativismo. Selección de piezas de sus Cancioneros de Catamarca, Salta, Jujuy y Tucumán.
- 1942 Año Nuevo Pacari; transcripción e historia del cantar. Tirada aparte del T. 2 del Cancionero popular de La Rioja. Bs. As, pp. 399-430.
- 1942 Cancionero popular de La Rioja. Bs. As, Universidad Nacional de Tucumán, 3 t.; ilustr. y mapas.
- 1945 Antecedentes hispano-medioevales de la poesía tradicional argentina. Bs. As, 890 pp.; mapas. Homenaje en San Antonio de Piedra Blanca (hoy Fray Mamerto Esquiú)

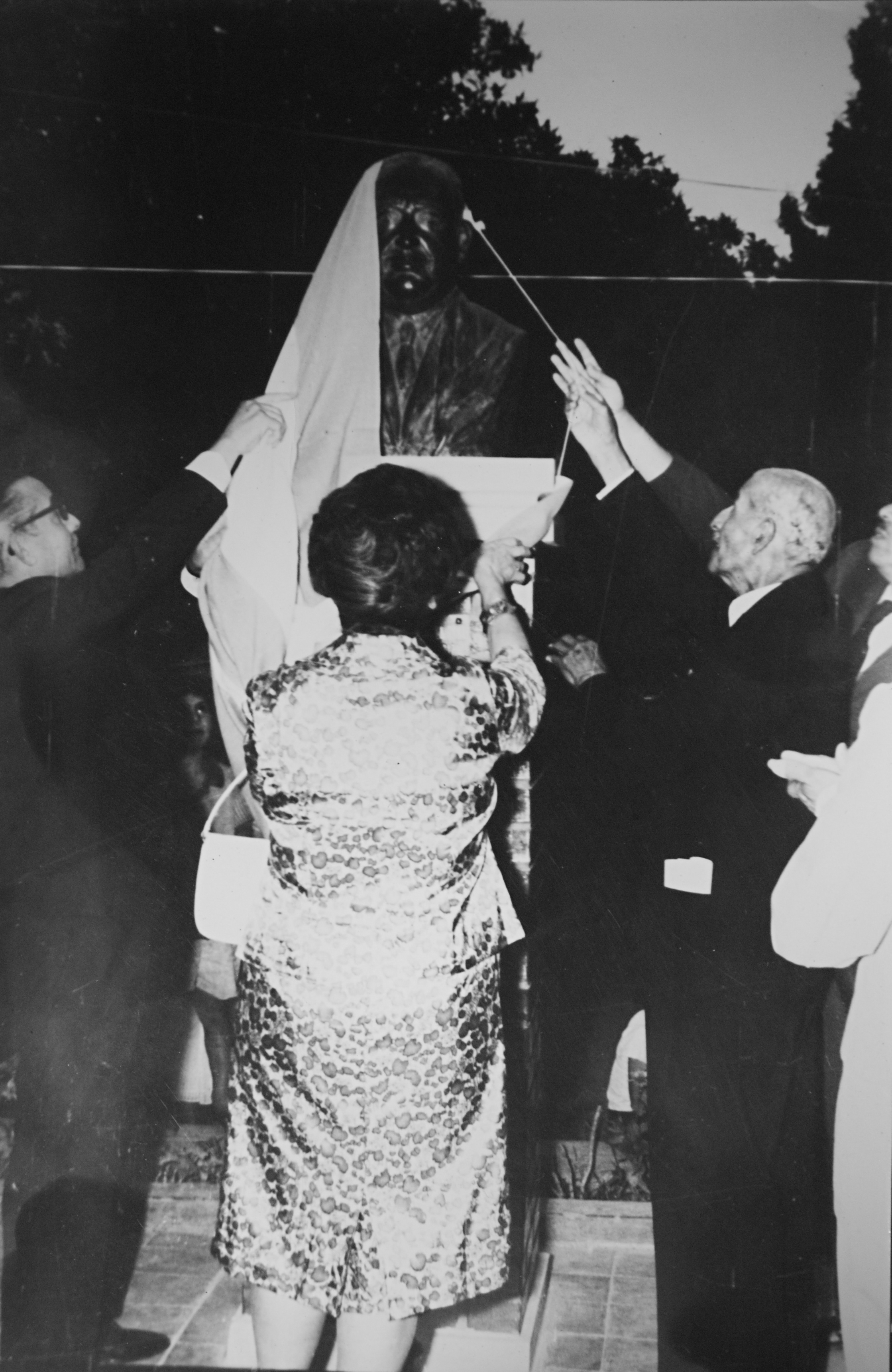
Homenaje en San Antonio de Piedra Blanca (hoy Fray Mamerto Esquiú)

- 1945 Cuaderno de villancicos de Navidad tradicionales en nuestro país. Bs. As, Consejo Nacional de Educación, Comisión de Folklore y Nativismo, 1.ª edición. Hubo otras de 1946 y 1947. En 1978 se incluyeron materiales de este Cuaderno en la Segunda parte del tomo titulado El cristianismo en los cantares populares.
- 1949 Cancionero tradicional argentino. Selección para niños. Prólogo de Alberto Rougès. Bs. As, 212 pp.
- 1953 Historia del folklore argentino. Buenos Aires, Instituto Nacional de la Tradición.

- - En colaboración
- 1948 Con Bruno C. Jacovella: “Cantares de la tradición bonaerense contenidos en dos cuadernos manuscritos hallados en una estancia del partido de Maipú”. En Revista del Instituto Nacional de la Tradición, año 1, entrega 2.ª, pp. 258-294, ilustr., Bs. As.

- - Ediciones póstumas
- 1959 Cancionero popular de Jujuy. Edición del Gobierno de Jujuy.
- 1967 Canciones históricas, recogidas y anotadas por J.A.C. La Rioja.
- 1974 Cantares tradicionales del Tucumán (Antología). Estudio preliminar de Alberto Rougès, ilustraciones de Guillermo Buitrago. Tucumán.
- 1977 Historia del Folklore argentino. Bs. As, 2.ª edición.
- 1978 El cristianismo en los cantares populares. Bs. As.
- 1987 Selección del cancionero de Catamarca. Selección, introducción y notas de Bruno C. Jacovella, Bs. As (incluye 25 cantares y 128 coplas inéditos, ordenados alfabéticamente)
- 1987 Selección del cancionero popular de Salta. Selección, introducción y notas de Bruno C. Jacovella. Bs. As.
- 1987 Selección del cancionero popular de Jujuy. Selección, introducción y notas de Bruno C. Jacovella. Bs. As.
- 1987 Selección del cancionero popular de La Rioja. Selección, introducción y notas de Bruno C. Jacovella. Bs. As.
- 1988 Cancionero popular de Jujuy. Jujuy, Universidad Nacional de Jujuy..

- 1996 Rimas y juegos infantiles. Volumen 1. Prólogo de Bruno C. Jacovella. Presentación de Aída Frías de Zavaleta y Margarita Strasser de Rodríguez. Tucumán. 614 pp.
- 2002 Cantares hispanoamericanos. Recopilados y estudiados por Juan Alfonso Carrizo. Introducción y revisión del texto por Olga Fernández Latour de Botas. San Isidro, Academia de Ciencias y Artes de San Isidro, 470 pp. 2.º edición 2008.
- 2005 Historia sinóptica de la poesía tradicional en el pueblo campesino de la República Argentina. Desde la segunda mitad del siglo XVI hasta la primera del siglo XX, por Juan Alfonso Carrizo. Prólogo y Revisión del texto por Olga Fernández Latour de Botas, San Isidro, 474 pp.
- 2007 Villancicos de Navidad. Presentado por Pedro Luis Barcia. Prólogo y Bibliografía por Olga Fernández Latour de Botas. Bs. As, 70 pp. con textos musicales.
- 2008 Rustiqueces pastoriles y matonismo en algunos poetas del Río de la Plata, Juan Alfonso Carrizo. Prólogo, estudio preliminar, revisión del texto y bibliografía por Olga Fernández Latour de Botas. Bs. As, San Isidro.

En cuanto a las publicaciones iniciales de Juan Alfonso Carrizo, es destacable el aporte de Sonia Assaf, autora de la bibliografía de Juan Alfonso Carrizo que se publicó en el tomo titulado La Cultura en Tucumán y en el Noroeste argentino en la primera mitad del siglo XX, editado en Tucumán. Como lo recuerda Sonia Assaf, Carrizo anunció en diferentes oportunidades tener acabada una obra de recopilación, que nunca fue publicada, que mencionó unas veces como Cancionero Popular de la Puna de Atacama y otras como Cancionero popular del Territorio Nacional de Los Andes. La obra se anuncia ahora como “en proyecto de edición” en la Universidad Nacional de Tucumán.
Y también un destacado aporte del Dr. Pablo Alejandro Espeche, al ceder generosamente sus derechos, heredados de su pariente Juan Alfonso Carrizo, a la Academia de Ciencias y Artes de San Isidro para que se continúen publicando sus obras.

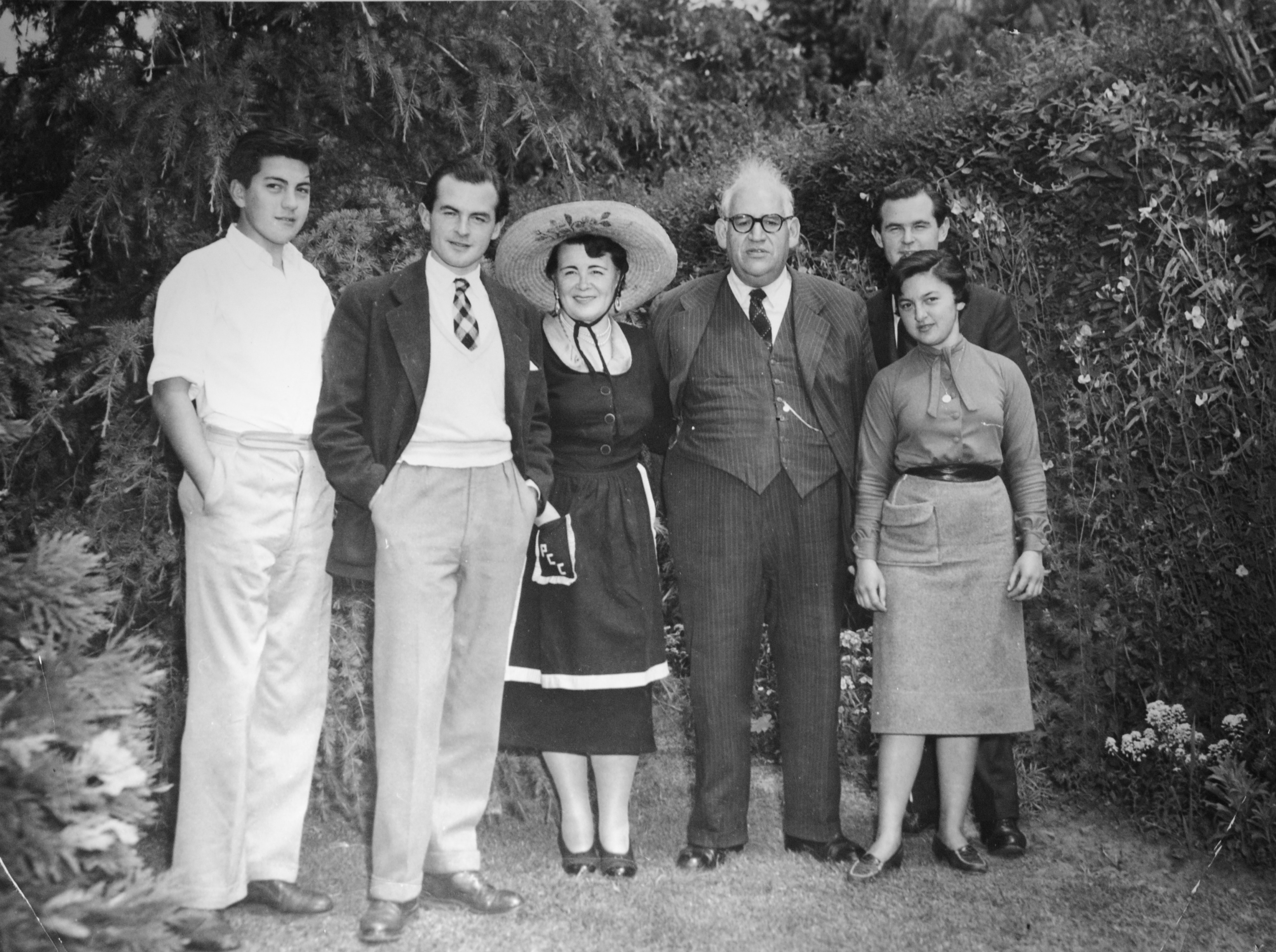
Carrizo junto a su familia, su mujer doña Pichu y sus sobrinos los gemelos Miguel y Julio Espeche